# Twilight Peak
El Twilight Peak es un pico de las Montañas de la Aguja, una sierra secundaria de las montañas de San Juan, en el suroeste de Colorado en Estados Unidos. Pertenece al condado de San Juan. Según el Servicio de Información de Nombres Geográficos de los Estados Unidos su cima tiene una altura de 4007 m (13 146 pies).